# 프랭크 그리핀

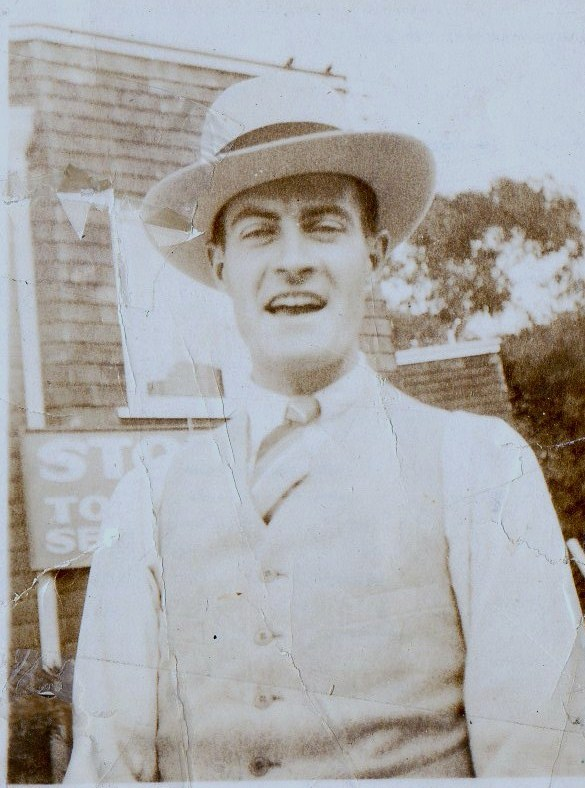

프랭크 그리핀(Frank Griffin, 1886년 9월 17일 ~ 1953년 3월 17일)은 미국의 영화 감독, 배우, 각본가, 영화배우, 영화 프로듀서이다.
노퍽에서 태어났으며 로스앤젤레스에서 사망하였다. 사인은 심근 경색이다.

## 영화
- 북 오브 초이시스 (2015년)
- 신데렐라 리버티 (1973년)
- 자이언트 크로 (1957년)
- 히스 러클러스 러브 (1915년)
- 온리 어 메신저 보이 (1915년)